# شعبان مرزقان
شعبان مرزقان (ولد 8 مارس 1953 بحسين داي، ولاية الجزائر) لاعب كرة قدم جزائري سابق ودولي. كان يلعب في مركز مدافع. وقد كان أبرز لاعبي المنتخب الجزائري الذين شاركوا في كأس العالم لكرة القدم 1982, لعب 90 دقيقة خلال ثلاث مباريات ضمن دور المجموعات.
أول ناد لعب له كان فريق ديوان الحليب لحسين داي 'Onalait d'Hussein-Dey, والذي بزغ منه نجم الدولي رابح ماجر. أمضى معظم حياته الكروية لاعبا في صفوف نصر حسين داي كما قضى فترة في صفوف نادي مولودية الجزائر. درب فريقي مولودية بجاية واتحاد الحراش لفترة قصيرة قبل تقاعده.
في يناير 2012, صار شعبان مرزقان مدربا لنادي حسين داي.

## روابط خارجية
- شعبان مرزقان على موقع الاتحاد الدولي (مؤرشف)  (الإنجليزية)
- شعبان مرزقان على موقع قاعدة بيانات كرة القدم.إي يو (الإنجليزية)
- شعبان مرزقان على موقع ناشيونال فوتبول تيمز (الإنجليزية)
- شعبان مرزقان على موقع عالم كرة القدم.نت (الإنجليزية)
- شعبان مرزقان على موقع أوليمبيديا (الإنجليزية)